# Auralisation

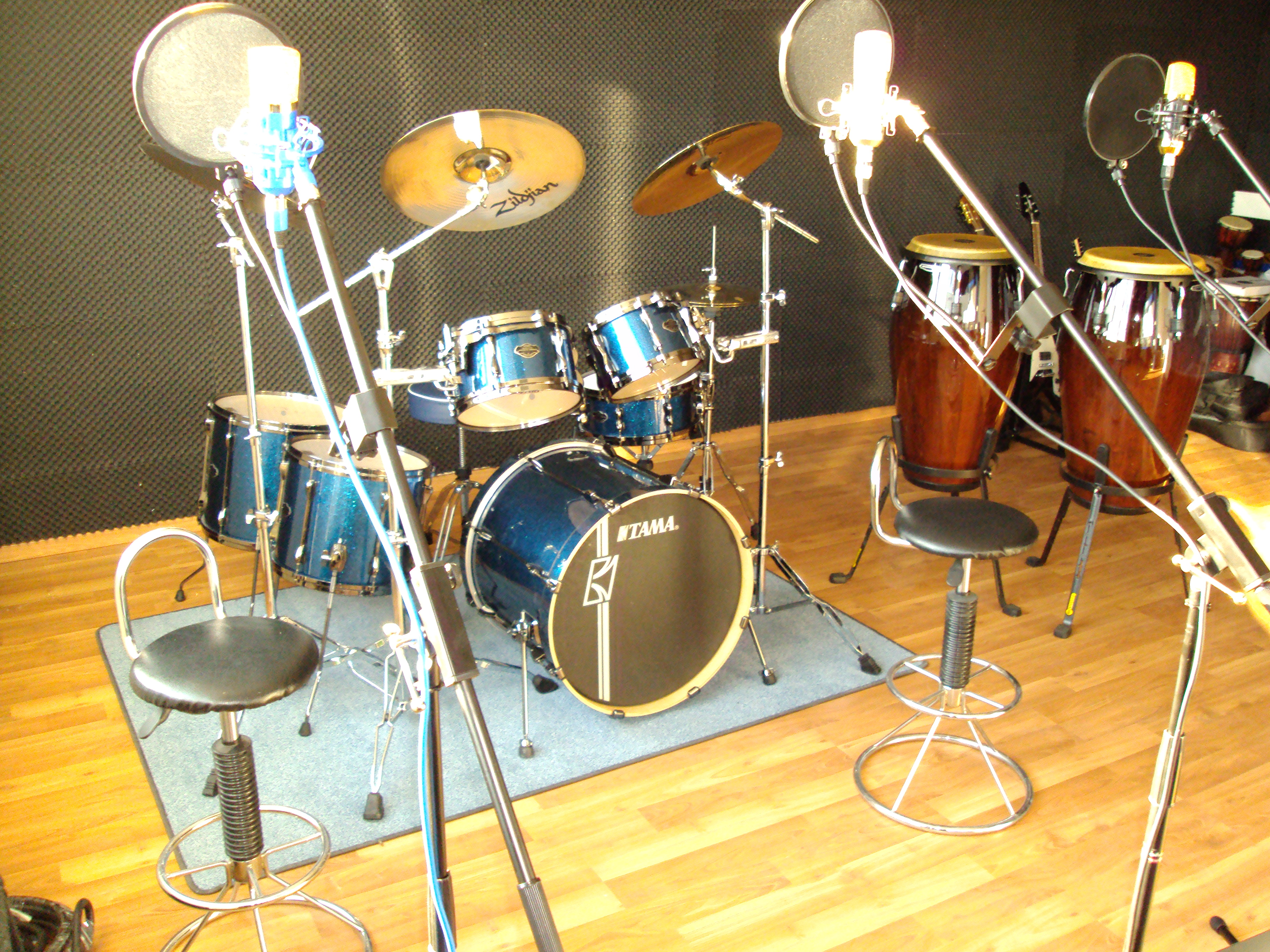
Modell eines auralisierten Raumes

Das dazugehörige Early Echogram

Auralisation („Hörbarmachung“ von lat. auris = dt. 'Ohr' = aurikular) ist ein Verfahren zur künstlichen Hörbarmachung einer akustischen Situation. In der Raumakustik wird z. B. unter Verwendung von Simulation von Spiegelschallquellen, Raytracing und der Errechnung des Diffusschalls eine Hörbarmachung eines Raumes unter Berücksichtigung seiner geometrischen und akustischen Eigenschaften ermöglicht. Auch das Wort Auralisierung wird manchmal dafür benutzt.

## Ursprung und Bedeutung
Seit dem Anfang der 1950er Jahre sind im Akustikbau so genannte Modellmessverfahren übliche Praxis. Dabei wird an einem aus Holz, Gips und Plexiglas gefertigten Modell, meistens im Maßstab 1:20, die akustische Situation des geplanten Raums gemessen. Dieses Verfahren stellt jedoch einen enormen zeitlichen und auch finanziellen Aufwand dar.
Die Auralisation wurde Ende der 1960er Jahre entwickelt und brachte etliche Vorteile gegenüber den Modellmessverfahren.
Die Auralisationsverfahren erfuhren in den letzten zehn Jahren eine starke Weiterentwicklung, die unmittelbar an die immer höheren Rechenleistungen moderner Computer gekoppelt ist.

## Anwendungsbereiche
Raumakustik
Auralisation gibt dem Akustiker neue Möglichkeiten, in der Planungsphase genaue Rückschlüsse über die Auswirkungen seiner Maßnahmen zu ziehen und diese auch durch ein subjektives Anhören zu beurteilen. Eine andere, nicht zu unterschätzende Anwendung der Auralisation ist ihre Nutzung zur Präsentation der akustischen Planung. Ähnlich wie ein dreidimensionales, virtuell begehbares Raummodell es dem Architekten ermöglicht, seinen Kunden die geplanten Räumlichkeiten vorzustellen, hat der Akustiker mit Hilfe der Auralisation nun eine gleichwertige Präsentationsmöglichkeit. Er kann den Kunden hören lassen wie seine Räumlichkeiten klingen werden, und ihm auf diese Weise unmissverständlich den Nutzen seiner Maßnahmen vorführen. Mit konventionellen Mitteln hingegen ist es um vieles komplizierter, einem akustischen Laien klarzumachen, wie wichtig die Planung des Klanges in einem Raum ist.
Elektroakustik
Wechselwirkungen von Schallquelle (Menge, Position, Abstrahlcharakteristik, Amplituden usw.) und Raumakustik können gegeneinander getestet und die Ergebnisse als Entscheidungsgrundlage für die Erstellung einer Beschallungsanlage herangezogen werden.
Bauakustik
In der Bauakustik dienen Auralisationsprogramme vor allem zur Bewertung von Schallschutzeigenschaften von Bauteilen. So können die Absorptionsgrade und das akustische Verhalten von Schallschutztüren oder Fenstern anhand von virtuellen Modellen getestet werden.
Umgebungslärm
Die Auralisation dient zur Bewertung des Einflusses von Umgebungslärm, wie etwa der Lärm von Straßen, Eisenbahnen, Flugverkehr, Windparks usw.
Fahrzeugakustik
Die Auralisation ist ein Werkzeug zur Bewertung von akustischen Maßnahmen beim Fahrzeugbau, sowohl bezogen auf die Situation in der Fahrgastzelle, als auch auf die Dämmung des Innenraumes.
Faltungshall
Die wohl exotischste „Anwendung“ der Auralisation, der Faltungshall, ist aus einer tontechnischen Motivation entstanden. Prinzipiell aber funktionieren diese Programme, wie zum Beispiel Emagic’s Space Designer, auf demselben Prinzip wie Auralisationsprogramme: auf der Faltung von Audiomaterial mit einer Raumimpulsantwort. Eines der ältesten Faltungshallplugins ist der Acoustic Modeler (DirectX), der seit 1997 auf dem Markt ist.

## Funktionsweise
Das Prinzip der Auralisation in der Raumakustik lässt sich wie folgt beschreiben:

### Eingabe
Bei der Eingabe müssen Informationen über folgende entscheidende Faktoren berücksichtigt werden:
- Art von Schallquelle und Empfänger
- Position und mögliche Bewegung der Quelle und des Empfängers
- Zu berücksichtigende Übertragungswege
- Raumeinflüsse: Größe, Form und Absorptionsgrade (α; in Terz- oder Oktavbandabstand) und Streugrade aller Flächen und Objekte.

Diese Eingabe kann bei den meisten Programmen sowohl in einem Texteditor als auch in einem Grafikeditor erfolgen.
Der erste Arbeitsschritt ist die geometrische Eingabe des Raumes. Es müssen sämtliche Punkte des Raumes in einem Koordinatensystem definiert werden.

Anschließend definiert man alle Begrenzungsflächen über ihre Eckpunkte. Diesen Flächen werden dann akustische Eigenschaften zugeordnet, d. h. ihre Absorptionsgrade in Terz- oder Oktavbändern. Schließlich werden noch die Position und die Art der Schallquelle bzw. des Empfängers eingegeben.
Beispiel: Quelltextauszug aus einem Projekt mit der Software Catt-Acoustic v.8:
```
Quelltext:
                                      
Erklärung:
```

```
CORNERS 			
201	0	0	0	               
Definition der vier Punkte der

202    -w	0	0	               
in der Abbildung (oben, "Modell

203    -w	d	0                      
eines auralisierten Raumes") braun

204	0	d	0                      
dargestellten Fläche.
```

```
PLANES				               
Definition der Fläche 1 genannt

[1 floor \ 201 202 203 204 \ CARPET_SOFT ]     
“floor” zwischen den 4 Punkten.

                                               
Zuordnung eines Absorptionsverhaltens

                                               
genannt "Carpet_Soft"
```

```
ABS CARPET_SOFT =                              
Definition des Absorptionsverhalten

<7 8 21 26 27 37 47 57>                        
Absorptionsgrad in Prozent pro Oktavband

                                               
125Hz 250Hz 500Hz 1kHz 2kHz  4kHz  8kHz 16kHz

{191 168 155}                                  
Definition einer Farbe zur Darstellung
```

### Berechnung
Im zweiten Schritt wird vom Programm unter Verwendung von drei wesentlichen Verfahren eine synthetische Raumimpulsantwort berechnet:
1. die Simulation von Spiegelschallquellen
2. das so genannte Raytracing
3. die Berechnung des Diffusschalls

Bei der Spiegelschallquellenmethode werden die Positionen
der Spiegelschallquellen „hinter“ den Begrenzungsflächen ermittelt, die dann alle gleichzeitig
einen Impuls aussenden. In Abhängigkeit von der Entfernung zum Empfänger und den Absorptionsgraden der Flächen können so die Early Reflections errechnet werden.

Dieses Verfahren beschränkt sich jedoch fast ausschließlich auf quaderförmige Räume.
Beim Raytracing wird von der Schallquelle eine große Anzahl von Strahlen (10.000 bis 80.000 pro Oktave) ausgesendet und deren Weg bis zum Eintreffen beim Empfänger verfolgt. Raytracing kann Aufschluss über die Hallfahne eines Raumes geben, beziehungsweise das Reflektogramm vervollständigen. Es ist jedoch nicht für eine Echtzeitauralisation geeignet, da es mit einem Rechenaufwand, der im Bereich von Stunden liegt, verbunden ist.
Bei der Diffusschallberechnung wird der Nachhall auf Basis von aus Messungen bekannten Größen und Zusammenhängen berechnet. Dieses geschieht unter Verwendung von gefiltertem, exponentiell abklingendem Rauschen.
Abhängig von der jeweiligen Software werden die oben genannten Verfahren einzeln oder auch in Kombination angewandt.

### Ausgabe
Schlussendlich kann dann eine beliebige Tonaufnahme mit den akustischen Eigenschaften
eines Raums (Raumimpulsantwort) und der Außenohrübertragungsfunktion gefaltet werden. Die
Außenohrübertragungsfunktion dient dabei zur Simulation winkelabhängiger Übertragungsfunktionen des menschlichen Ohrs und ist essentiell zur natürlichen Wiedergabe des Materials.

Das so entstandene binaurale Signal kann dann über Kopfhörer dargeboten und beurteilt werden.

## Software
Gängige Auralisationsprogramme sind:
Raumakustik
- CATT-Acoustic
- EASE
- AquA (Spiegelschallquellensimulation)
- AUVIS
- ODEON (Raytracing)
- Ulysses

Bauakustik
- SONarchitect ISO
- BASTIAN
- NORA
- Noise Reduction Auralisation (Echtzeitauralisationssystem)

## Schwächen und Grenzen
Vernachlässigung der Wellennatur des Schalls
Auralisationsprogramme basieren auf einer geometrischen Betrachtung der Akustik. Sie vernachlässigen damit alle die Wellennatur des Schalls. Das bedeutet, dass sämtliche Beugungserscheinungen nicht erfasst werden. Aus dem oben genannten Grund hat die geometrische Raumakustik auch keine allgemeine Gültigkeit in kleinen Räumen. In großen Räumen können Auralisationsverfahren fast über den gesamten Frequenzbereich akzeptable Ergebnisse liefern. Im Gegensatz dazu darf in kleinen Räumen der tief frequente Bereich des Spektrums nicht miteinbezogen werden. „Groß“ bzw. „klein“ bezieht sich hier jeweils auf die Wellenlänge λ.
Hoher Rechenaufwand
Durch Reflexionen höherer Ordnung kann es vor allem beim Raytracing zu hohem Rechenaufwand kommen. Dieser kann zum Teil im Bereich von mehreren Stunden liegen. Um die Rechenzeit zu verkürzen wird das Verfahren oft vorzeitig abgebrochen und die Raumimpulsantwort mit einer statistischen Abhallzeit ergänzt, was zu ungenauen Ergebnissen führt. In jüngerer Zeit wurde das Raytracing-Verfahren für moderne Grafikprozessoren optimiert. Diese Weiterentwicklung bezog sich bisher auf Anwendungen in der Bildsynthese; eine Übertragung auf die Anwendungen in der Auralisation ist aber prinzipiell möglich und den hohen Rechenaufwand als Kontrapunkt nichtig machen.
Vereinfachung der Modelle
Bedingt durch den hohen Zeitaufwand bei der Eingabe der geometrischen Strukturen werden die Raummodelle oft vereinfacht. Dieses führt klarerweise zu Verfälschungen des Ergebnisses.
16 Bit PC-Soundkarten
Durch 16 Bit ist der Dynamikumfang auf 96 dB beschränkt. Hinzu kommt ein hohes Eigenrauschen der PC-Soundkarten. Deshalb können sehr leise bzw. sehr laute Ergebnisse nicht adäquat dargestellt werden.
Psychoakustik
Zu kurze Signale (15 bis 20 s) reichen nicht aus, um ihre Wirkung, insbesondere in Fällen von Lärmbelästigung, einschätzen zu können. Des Weiteren ist eine Verstärkung des Signals möglich. Dadurch werden Signalanteile, die eigentlich nicht hörbar sind, über die Hörschwelle gehoben, was den Eindruck beim Hörer verfälscht.